# Bendungan (Kaliwiro)
Bendungan is een bestuurslaag in het regentschap Wonosobo van de provincie Midden-Java, Indonesië. Bendungan telt 663 inwoners (volkstelling 2010).